# Mauremys
Genre
Synonymes
- Ocadia Gray, 1870
- Emmenia Gray, 1870
- Eryma Gray, 1870
- Cathaiemys Lindholm, 1931
- Pseudocadia Lindholm, 1931
- Chinemys Smith, 1931
- Annamemys Bourret, 1939

Mauremys est un genre de tortues de la famille des Geoemydidae.

## Répartition
Les neuf espèces de ce genre se rencontrent en Asie, en Europe et en Afrique.

## Liste des espèces
Selon TFTSG (20 juin 2011) :
- Mauremys annamensis (Siebenrock, 1903)
- Mauremys caspica (Gmelin, 1774)
- Mauremys japonica (Temminck & Schlegel, 1834)
- Mauremys leprosa (Schweigger, 1812)
- Mauremys megalocephala (Spinks et al., 2004)
- Mauremys mutica (Cantor, 1842)
- Mauremys nigricans (Gray, 1834)
- Mauremys reevesii (Gray, 1831)
- Mauremys rivulata (Valenciennes, 1833)
- Mauremys sinensis (Gray, 1834)

## Publication originale
- Gray, 1869 : Description of Mauremys laniaria, a new freshwater tortoise. Proceedings of the Zoological Society of London, vol. 1869, p. 499–500 (texte intégral).